# Вражогрънци
Вижте пояснителната страница за други значения на Вражогрънци.
Вражогрънци или Вражогърнци, Вражи гърнци, Вражи грънци, на македонска литературна норма: Вржогрнци) е село в Северна Македония, в община Ранковце.

## География
Селото е разположено в областта Славище.

## История
В края на XIX век Вражогърнци е малко българско село в Кривопаланска каза на Османската империя. Според статистиката на Васил Кънчов („Македония. Етнография и статистика“) от 1900 година Вържи Гърнци е населявано от 175 жители българи християни.
Цялото християнско население на селото е под върховенството на Българската екзархия. По данни на секретаря на екзархията Димитър Мишев („La Macédoine et sa Population Chrétienne“) в 1905 година във Вражогрънци има 96 българи екзархисти. Според секретен доклад на българското консулство в Скопие всичките 15 къщи в селото през юни 1905 година под натиска на сръбската пропаганда в Македония признават Цариградската патриаршия.
По време на Балканската война в 1912 година един човек от Вражогрънци се включва като доброволец в Македоно-одринското опълчение.
Според преброяването от 2002 година селото има 29 жители, всички северномакедонци.